# Karel Václav Rais

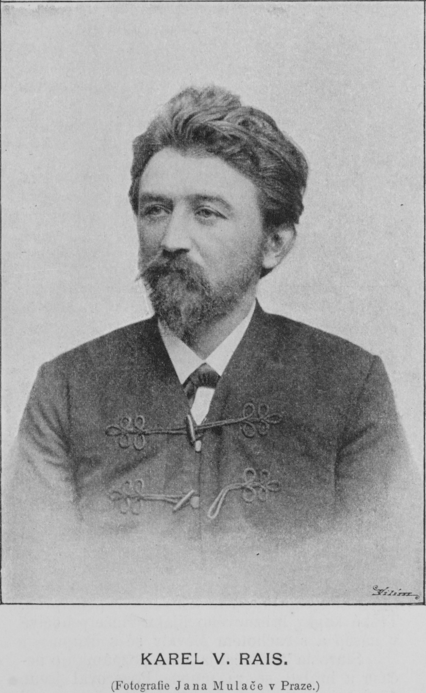
Karel Václav Rais (von Jan Mulač, 1896)

 Karel Václav Rais (* 4. Januar 1859 in Bělohrad, Königgrätzer Kreis; † 8. Juli 1926 in Prag) war ein tschechischer Schriftsteller und Journalist. Er war Autor mehrerer Jugendbücher und schrieb außerdem Gedichte. Sein Werk lässt sich dem Realismus zuordnen.

## Leben
Karel Rais entstammte der Familie eines Landwirts. Nach dem Lehramtsstudium in Jičín und Prag wirkte er ab 1877 als Lehrer in Trhová Kamenice und war 1899 Leiter der Volksschule im Prager Stadtteil Vinohrady. In Prag freundete er sich mit zahlreichen Schriftstellern und Künstlern an,  u. a. mit Alois Jirásek, Zikmund Winter, Josef Václav Sládek und Ignát Herrmann.
Neben seiner Tätigkeit als Herausgeber der Zeitschrift Zvon (Glocke) schrieb Rais auch für verschiedene andere Blätter. Er war Mitglied der literarischen Vereinigung „Máj“ sowie des Schriftsteller-Verbandes Svatobor.
Er ist auf dem Vinohrady-Friedhof in Prag begraben.

## Werke
- Soubory povídek Výminkáři (1891)
- Kalibův zločin (1892)
- Zapadlí vlastenci (1893)
- Pantáta Bezoušek (1894)
- Západ (1896)
- Paničkou (1897)
- Na lepším (1899)
- Sirotek (1901)
- Stehle (1903)
- Káča (1905)
- O ztraceném ševci (1918–19)